# Населённые пункты Якшур-Бодьинского района
Муниципальное образование «Якшур-Бодьинский район» включает в себя 80 населённых пунктов: 12 сельских поселений, в составе которых 13 сёл, 64 деревни, 1 хутор и 2 выселка. Административный центр района — село Якшур-Бодья.

## Перечень населённых пунктов
Далее приводится список населённых пунктов по муниципальным образованиям, в которые они входят. Жирным шрифтом выделены административные центры поселений.

### Муниципальное образование «Большеошворцинское»
- деревня Большие Ошворцы
- деревня Бегеш
- деревня Гожмувыр
- хутор Красный
- деревня Рудинский
- деревня Иж-Забегалово
- деревня Лудошур

### Муниципальное образование «Варавайское»
- деревня Варавай
- деревня Зеглуд
- деревня Средний Уйвай
- деревня Филимоновцы
- деревня Даниловцы
- деревня Кочиш
- деревня Билигурт

### Муниципальное образование «Кекоранское»
- село Кекоран
- деревня Кекоран
- деревня Лысово
- деревня Порва
- деревня Богородское
- деревня Кургальск
- деревня Пислеглуд
- деревня Сюровай

### Муниципальное образование «Лынгинское»
- село Лынга
- деревня Новое Пастухово
- деревня Новокулюшево

### Муниципальное образование «Мукшинское»
- деревня Мукши
- деревня Кадилово
- деревня Кыква
- деревня Сямпи
- деревня Чекерово
- деревня Дмитриевка
- деревня Кутоншур
- деревня Сильшур-Вож
- деревня Урсо

### Муниципальное образование «Пушкарёвское»
- деревня Пушкари
- деревня Кечшур
- деревня Малые Ошворцы
- деревня Кенервай
- деревня Кионгоп
- село Маяк

### Муниципальное образование «Селычинское»
- село Селычка
- село Канифольный
- деревня Старая Вожойка
- деревня Бегешка
- село Солнечный

### Муниципальное образование «Старозятцинское»
- село Старые Зятцы
- деревня Гопгурт
- деревня Каравай
- деревня Кузьминцы
- деревня Лынвай
- деревня Порва
- деревня Алгазы
- деревня Артемьевцы
- деревня Давыденки
- деревня Кесшур
- деревня Лигрон
- выселок Новокаравайский
- выселок Старокаравайский

### Муниципальное образование «Чернушинское»
- село Новая Чернушка
- село Люкшудья
- село Заря
- деревня Новая Вожойка

### Муниципальное образование «Чуровское»
- село Чур
- деревня Вожьяк
- село Угловая
- деревня Большая Итча
- деревня Малая Итча
- деревня Чернушка

### Муниципальное образование «Якшурское»
- деревня Якшур
- деревня Бабашур
- деревня Кесвай
- деревня Патраки
- деревня Чекерово
- деревня Альман
- деревня Выжоил
- деревня Нижний Пислеглуд
- деревня Соловьи

### Муниципальное образование «Якшур-Бодьинское»
- село Якшур-Бодья
- деревня Карашур
- деревня Липовка